# La Unión (Sucre)
La Unión – miasto w Kolumbii, w departamencie Sucre.